# Achille Boroli
Achille Boroli (Torino, 18 giugno 1913 – Beaulieu-sur-Mer, 1º aprile 2011) è stato un editore italiano.

## Biografia
Nato a Torino il 18 giugno 1913, Achille Boroli frequenta il Collegio San Giuseppe nel capoluogo piemontese e consegue la maturità classica a Novara. Si laurea in Giurisprudenza nel 1938 a Torino.
Nel 1936 inizia la sua lunga attività nell'Istituto Geografico De Agostini, del quale il padre Marco aveva rilevato una quota, che lo porterà ad affermarsi come una delle personalità di rilievo dell'editoria italiana dal dopoguerra agli anni ottanta.
Il 1º gennaio 1938 entra nell'organico come capo ufficio amministrativo e nel 1944 è membro del consiglio di gestione.
Dal 15 ottobre 1946 Achille Boroli è Consigliere Delegato della società, assumendo l'onere di avviare una trasformazione non trascurabile: rinnovare gli impianti per la stampa, ottimizzare la forza lavoro e rifondare i programmi editoriali.
La strategia dell'azienda tenderà da allora allo sviluppo delle potenzialità editoriali, in precedenza mantenute in subordine alle esigenze industriali e grafiche.
A partire dal 1950 lo affianca in quest'opera il fratello, ing. Adolfo Boroli.
Nel 1962 Achille Boroli diviene Presidente dell'Istituto Geografico De Agostini. Muore a Beaulieu-sur-Mer nel 2011 all'età di 97 anni.
Sposato con Giulia Bucciotti (Alessandria, 14 luglio 1922 – Novara, 20 settembre 2001), ha avuto sei figli (Marcella, Marco, Isabella, Andrea, Giovanni, Pietro).

## Casa editrice
Negli anni cinquanta la produzione De Agostini è quasi tutta articolata in collane, a cui si affiancano le prime “Grandi Enciclopedie”. Questa impostazione editoriale costituisce la base da cui Achille Boroli svilupperà un prodotto nuovo e innovativo: le opere a fascicoli, vendute settimanalmente in edicola e a rate.
Da un punto di vista finanziario l'opera a fascicoli permette all'azienda di ridurre enormemente il tempo tra investimenti e incassi, che tanto pesa sulla redditività. Dal punto di vista culturale e sociale, risponde alle esigenze di un pubblico che può soddisfare a costi contenuti la legittima aspirazione alla conoscenza.
Questa innovazione e la qualità del prodotto editoriale permettono all'Istituto Geografico De Agostini di sviluppare partnership internazionali con le proprie opere in coedizione e di aprire all'estero le prime filiali.
De Agostini è leader in ogni settore dell'editoria, dalle opere di base alla manualistica, dai libri per ragazzi alla scolastica, ai grandi libri illustrati e una rete capillare di vendita ne costituisce il cardine finanziario e commerciale.
Fascicoli, libri e atlanti parlano ormai molte lingue e le grandi opere esplorano le tematiche più varie; si sviluppa la vendita per corrispondenza e diretta; il progresso dell'elettronica e dell'informatica, inoltre, apre nuovi spazi propositivi e, dagli anni '80, si affiancano alla carta stampata supporti audiovisivi e multimediali.
Alla fine degli anni '80 Achille Boroli dà il via alla nuova edizione del Grande Atlante Geografico (la prima, peraltro di continuo rinnovata, risaliva nella sua originaria formulazione al 1922), poi costantemente aggiornato e perfezionato. L'opera, che viene diffusa in tutti i canali distributivi, dalle librerie alle edicole, dal mailing alla vendita rateale, conquistando anche i mercati europei e d'oltreoceano, costituisce uno dei principali eventi editoriali degli anni '80. A Francoforte nel 1989 il Grande Atlante Geografico, con la prima carta geografica della Germania unita, verrà definito “publisher's dream”.
Sotto la guida di Achille Boroli sono state pubblicate opere che rimarranno per sempre nella storia dell'editoria: Universo, Il Milione, Le leggi d'Italia, la Grande Enciclopedia in 20 volumi, il Grande Atlante Geografico, il Calendario Atlante De Agostini, I Capolavori della Narrativa.
Nell'assemblea del 25 giugno 1986 Achille Boroli comunica ai soci le sue dimissioni dalla carica di Presidente dopo 50 anni di attività nell'azienda, ritenendo doveroso cedere la conduzione operativa della società ai più giovani amministratori, mentre la presidenza è assunta dall'ing. Adolfo Boroli.
Achille Boroli mantiene l'incarico di Presidente della Fidea, la Holding capogruppo che diviene poi Finanziaria De Agostini. Nel 1997 lascia anche la presidenza della Finanziaria e mantiene la carica di Presidente Onorario.
È scomparso nel 2011 all'età di 97 anni

## La Fondazione Achille e Giulia Boroli
Nel 1998 per volontà di Achille Boroli viene costituita la Fondazione Achille e Giulia Boroli, sostenuta e finanziata con mezzi propri dal fondatore, che opera nell'ambito della charity, della ricerca scientifica e della formazione dei giovani, con borse di studio e anche con la pubblicazione della collana di saggistica Homo Sapiens.